# Phalangodinella bicalcanei
Phalangodinella bicalcanei is een hooiwagen uit de familie Zalmoxioidae.